# Amathusia holmanhunti
Amathusia holmanhunti är en fjärilsart som beskrevs av Corbet och Henry Maurice Pendlebury 1936. Amathusia holmanhunti ingår i släktet Amathusia och familjen praktfjärilar. Inga underarter finns listade i Catalogue of Life.